# بيتر فيليب فان بوسي
بيتر فيليب فـان بوسي هو محامي وسياسي هولندي، ولد في 16 ديسمبر 1809 في أمستردام في هولندا، وتوفي في 21 فبراير 1879 في لاهاي في هولندا.

## مناصب
- انتخب وزير الداخلية وشؤون المملكة ‏.
- انتخب وزير مالية هولندا ‏.
- انتخب عضو مجلس نواب هولندا  [لغات أخرى]‏.
- انتخب رئيس وزراء هولندا (4 يونيو 1868 – 4 يناير 1871).